# Hygd
Hygd (ur. ok. 492, zm. VI w.) – wzmiankowana jedynie w Beowulfie królowa Gotów, żona króla Hygelaka.
Jak sądzi J.R.R. Tolkien, Hygelak poślubił Hygd ok. 510 r., ponieważ władca mógł mieć wówczas ok. 35 lat i posiadał dorosłą córkę. Tolkien podejrzewa, że Hygd była jego drugą żoną. Władczyni była córką Haereda. Według Tolkiena wywodzić się mogła z norweskiego plemienia Heidnir. 
Królowa urodziła syna Heardreda. Możliwe, że jej córką była też nieznana z imienia królewna, oddana w małżeństwo Eoforowi, gockiemu wojownikowi, który zgładził króla Szwedów, Ongentheowa, i tym samym pomścił zabitego przezeń Headkyna, starszego brata Hygelaka i jego poprzednika na gockim tronie. Ze względu na chronologię wydarzeń bardziej jednak prawdopodobne jest, że dziewczynę urodziła pierwsza żona Hygelaka.
Beowulf opisuje ją w następujących słowach:
| Pyszne domostwo i król też był potężny, w sali wyniosłej, królową zaś Hygd córka Haereda, młodziutka lecz mądra, zaledwie od kilku zim zamieszkała w murach tej twierdzy, a mimo to wcale nie skąpiąca darów a skarbów ludowi Gaetów, dbała o godność. |

Hygd owdowiała przedwcześnie, gdy ok. 525 r. jej mąż poległ we Fryzji. Według „Beowulfa” zgodziła się, aby rządy objął Beowulf, siostrzeniec Hygelaka, ponieważ jej syn Heardred był jeszcze dzieckiem. Według domysłu Roberta Stillera Beowulf został drugim mężem Hygd.